# Ghatail
Ghatail è un sottodistretto (upazila) del Bangladesh situato nel distretto di Tangail, divisione di Dacca. Si estende su una superficie di 451,3 km² e conta una popolazione di 417.939 abitanti (dato censimento 1991).